# Hadúr

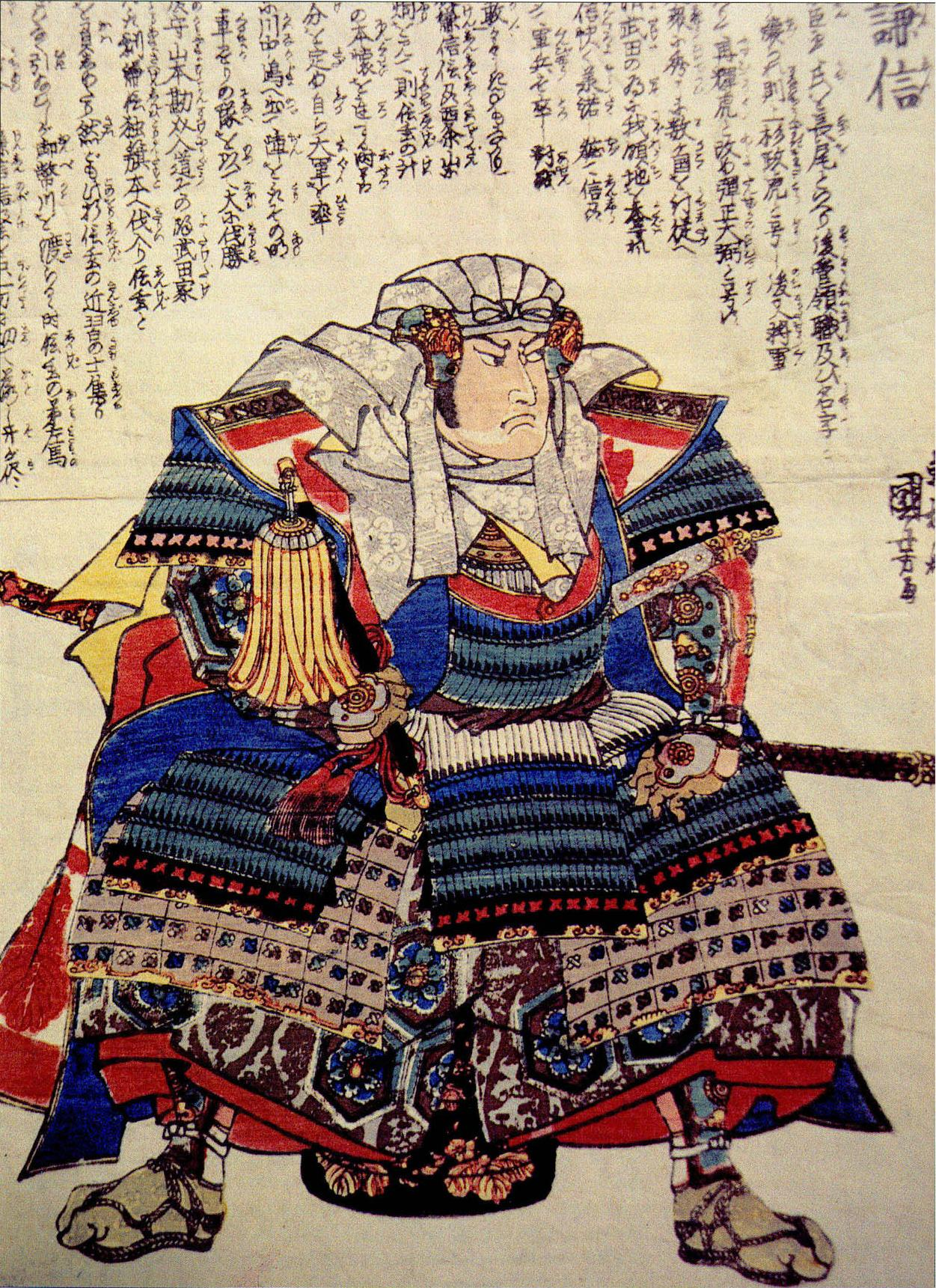
Ueszugi Kensin japán daimjó a hadakozó fejedelemségek korának egyik legerősebb hadura volt

A hadúr olyan személy, aki egy nemzet vagy egy adott földrajzi terület felett gyakorolja a katonai és az igazgatási hatalmat, a hozzá hű helyi katonai erők támogatásával, névlegesen a központi kormányzat felé való elkötelezettséggel vagy esetleg annak nyíltan ellenszegülve. A kifejezés használatos olyan értelemben is, mint a fegyveres erők teljhatalmú vezetője, a hadsereg főparancsnoka. A 4. század római császárai előszeretettel hívatták magukat a „földkerekség uralkodójának és győztes haduraknak”, de a kifejezést a modern korban is használták. Az 1867-es kiegyezést követően Magyarországon az államfő egyben a legfelsőbb hadúr is volt, a kifejezés használata Horthy Miklós kormányzó idejében is megmaradt, és 1945-ben szűnt meg.
A szót a kínai történelemben, a Csing-dinasztia bukását követő időkre, különösen a Jüan Si-kaj halála és az északi hadjárat közötti időszakra is alkalmazzák. A Kínai Köztársaság történetének ezen éveit hadurak korának is nevezik, mikor a központi kormányzat egész tartományok felett veszítette el az ellenőrzést, és azok hadúri klikkek irányítása alá kerültek, akit adót szedtek a helyi lakosságtól és besorozták őket seregeikbe, ám egyéb módon nem igazán szóltak bele területük életébe. A kifejezést használják még a Japán hadakozó fejedelemségek korának daimjóinál, a kínai három királyság koránál és a szomáliai polgárháborúnál.